# Stephen Andrew Renvoize
Stephen Andrew Renvoize (n. 1944 ) es un botánico inglés . Realiza intercambios de especímenes con Kew Gardens. Pertenece a la Sociedad linneana de Londres.

## Honores
En su honor se nombraron especies, entre ellas:
- (Marcgraviaceae) Schwartzia renvoizei  Gir.-Cañas 2004
- (Poaceae) Chusquea renvoizei L.G.Clark 2003
- (Poaceae) Trachypogon renvoizei Catasús 1996

- La abreviatura «Renvoize» se emplea para indicar a Stephen Andrew Renvoize como autoridad en la descripción y clasificación científica de los vegetales.[3]